# Краеведски музей (Градишка)
Краеведски музей в Градишка (на сръбски: Завичајни музеј у Градишци) е краеведски музей в град Градишка, Република Сръбска, Босна и Херцеговина.
Основан е през 1970 г. Разположен е в обновените помещения на сградата на бившето общинско събрание в Градишка. Разполага с около 4500 експоната. Директор на музея е Боян Вуйнович.

## История
Музеят отваря врати на 19 септември 1970 г., когато се открива изложбата от Втората световна война – „Пътища на победата“, която е допълнена през 2015 г. Музейната дейност в Градишка първоначално се осъществява в рамките на Културен център „Велко Чубрилович“, а като отделна институция Краеведския музей започва да функционира през 2004 г.